# Chobits
Chobits (japonsky ちょびっツ, Čobiccu) je japonská manga a anime série, kterou vydává skupina CLAMP. Příběh vycházel od roku 2001 do 2002 v časopise Šúkan Young Magazine nakladatelství Kódanša, později byl vydán v 8 svazcích formátu tankóbon.

## Děj
Příběh ze života Hidekiho Motosuwa, studenta pokoušejícího se o kvalifikaci na universitě v Tokiu. Kromě děvčete je dalším ze studentových snů mít Persocom. Persocomy jsou androidi užívaní jako osobní počítače, nicméně jsou drazí a Hideki nemá žádné peníze.
Večer najde na cestě domů válející se Persocom ve tvaru krásné dívky s dlouhými blonďatými vlasy ležící na hromadě odpadků. Nejprve myslel, že bude podezříván z vraždy, ale pak přišel na to, že ležící dívka je Persocom, a odnesl ji domů. Po jejím zapnutí ho dívka začala s velkým obdivem pozorovat. Jediné slovo, které je schopna říct, je „čii“, a tak ji Hideki pojmenuje Čii. Přestože Čii nejeví žádné známky po instalovaných programech, Hidekiho přátelé podle jejího chování usuzují, že musí mít některý typ učebního programu nainstalovaný.
Větší část děje vypráví o tom, jak se Hideki pokouší naučit Čii slova, výrazy a přivlastnit jí funkce mezi přestávkami ve škole a práci. Ve stejné době se Čii vyvíjejí city k Hidekimu v emocionální šířce, kterou běžné Persocomy nemají.
Čii je také velice speciální Persocom a společně s Hidekim objeví svou pravou identitu.